# أسانيد الكتب الستة
أسانيد الكتب الستة هو كتاب في علم الحديث من كتب الأسانيد، والكتاب من تصنيف وتأليف الشيخ أبي الفيض محمد مرتضى الزبيدي، صاحب كتاب تاج العروس من جواهر القاموس، وهو علامة بالحديث واللغة العربية والأنساب ومن كبار المصنفين في عصره، ولد عام 1145 هـ/1732م، في بلجرام وهي بلدة في الهند ونشأ في زبيد باليمن، ورحل إلى الحجاز، وأقام بمصر، وأصله من مدينة واسط في العراق، وتوفي بمرض الطاعون في مصر، عام 1205 هـ/1790م.

والكتاب من الكتب الإسلامية التي تتناول موضوع مصطلح الحديث وأسانيد الحديث النبوي، للصحاح الستة المعروفة في الدين الإسلامي، وهي صحيح البخاري، وصحيح مسلم، وسنن الترمذي، وسنن أبي داود، وسنن النسائي، وسنن الدارمي.